# 潘有度
潘有度（1755年—1820年）又名潘致祥，潘绍光，字憲臣，又字容谷，祖籍福建漳州廣東十三行同文行巨賈之一，潘振承四子，其弟潘有為。

## 生平
乾隆二十年（1755年）出生，1796年，總商蔡世文經營失敗自殺，潘有度擔任總商。潘有度學習西方的科學知識，喜歡和外國人討論航海的問題，並寫下二十首《西洋雜詠》。當時潘有度與盧觀恒、伍秉鑒、葉上林號稱“廣州四大富豪”，潘有度更列富商之首。後因營商環境惡劣，朝廷苛斂勒索加，1808年潘家以10萬銀兩賄賂海關獲准退商，自言：“寧為一隻狗，不為洋商首”。1815年以潘绍光名义被迫復商，同文行更名為同孚行。1820年底，潘有度病故，潘氏無人願接掌第三代行商大旗，最後由有度四子潘正煒接任，不久同孚行停辦。